# روی صحنه آبی
رویِ صحنهٔ آبی نام کتاب مجموعه نمایشنامه‌های اکبر رادی است که نخستین بار در چهار جلد از سال ۱۳۸۲ تا ۱۳۸۴ به تدریج چاپ شد.
روی صحنه آبی و دیوان نمایش مهم‌ترین مجموعه‌های نمایشنامهٔ فارسی می‌باشند.

## متن
روی صحنه آبی حاوی متن گاه بازنگری‌شدهٔ نمایشنامه‌های اکبر رادی از آغاز تا انجام است. جلد نخست تا چهارم به ترتیب نمایشنامه‌های دهه‌های چهل و پنجاه و شصت و هفتاد را دارند.

### فهرست جلد یکم (دهه چهل)
- روزنه آبی
- افول
- مرگ در پاییز
- از پشت شیشه‌ها
- ارثیه ایرانی
- صیّادان

### فهرست جلد دوّم (دهه پنجاه)
- لبخند باشکوه آقای گیل
- در مه بخوان
- هاملت با سالاد فصل
- منجی در صبح نمناک

### فهرست جلد سوّم (دهه شصت)
- پلّکان
- آهسته با گل سرخ

### فهرست جلد چهارم (دهه هفتاد)
- شب روی سنگفرش خیس
- آمیز قلمدون
- باغ شب‌نمای ما
- تانگوی تخم مرغ داغ

## نمایش
همهٔ این نمایشنامه‌ها به نمایش درآمده‌اند. برخی بارها از زمان چاپ نخست بازی شده‌اند و بر صحنه رفته‌اند و از مهم‌ترین نمایشنامه‌های ایرانی اجرا شده در ایران بوده‌اند.